# Budy Michałowskie (Grodzisk Mazowiecki)
Pour les articles homonymes, voir Budy Michałowskie.
Budy Michałowskie (prononciation : [ˈbudɨ mixaˈwɔfskʲɛ]) est un village polonais de la gmina de Jaktorów dans le powiat de Grodzisk Mazowiecki de la voïvodie de Mazovie dans le centre-est de la Pologne.
Il se situe à environ 6 kilomètres au sud-est de Jaktorów (siège de la gmina), 8 kilomètres au sud-ouest de Grodzisk Mazowiecki (siège du powiat) et à 35 kilomètres au sud-ouest de Varsovie (capitale de la Pologne).
Le village possède approximativement une population de 240 habitants.

## Histoire
De 1975 à 1998, le village appartenait administrativement à la voïvodie de Skierniewice.